# Koson Ohara
Koson Ohara (小原 古邨?; Kanazawa, 1877 – Tokyo, 1945) è stato un pittore e disegnatore giapponese, conosciuto principalmente per le sue stampe silografiche in stile shin-hanga ("stampe nuove").

## Biografia
Koson è il più noto tra i diversi pseudonimi d’artista che il pittore utilizzò nel corso della sua vita; il suo vero nome era Ohara Matao. 
Studiò presso la scuola tecnica della Prefettura di Ishikawa tra il 1889 e il 1893 dove ebbe come insegnante di pittura il maestro Suzuki Kason (1860–1919), che fu docente eclettico dedito a diversi stili, (scuola Kanō, Maruyama-Shijo e Tosa) e interessato all’arte paesaggistica e kachō-e; in segno di riconoscimento e di filiazione artistica, secondo l’uso giapponese, Ohara mutò il proprio nome da Matao a Koson, cioè figlio di Kason.
A Tokyo, dove si trasferì al seguito del maestro Kason,  si fece un nome realizzando alcuni trittici silografici in stile “ukiyo-e che illustrano episodi della guerra russo-giapponese (1904-1905) ma la maggior parte della sua produzione artistica è costituita da pitture e stampe kachō-e, letteralmente uccelli e fiori, un genere molto diffuso in Giappone e legato alla tradizione artistica.

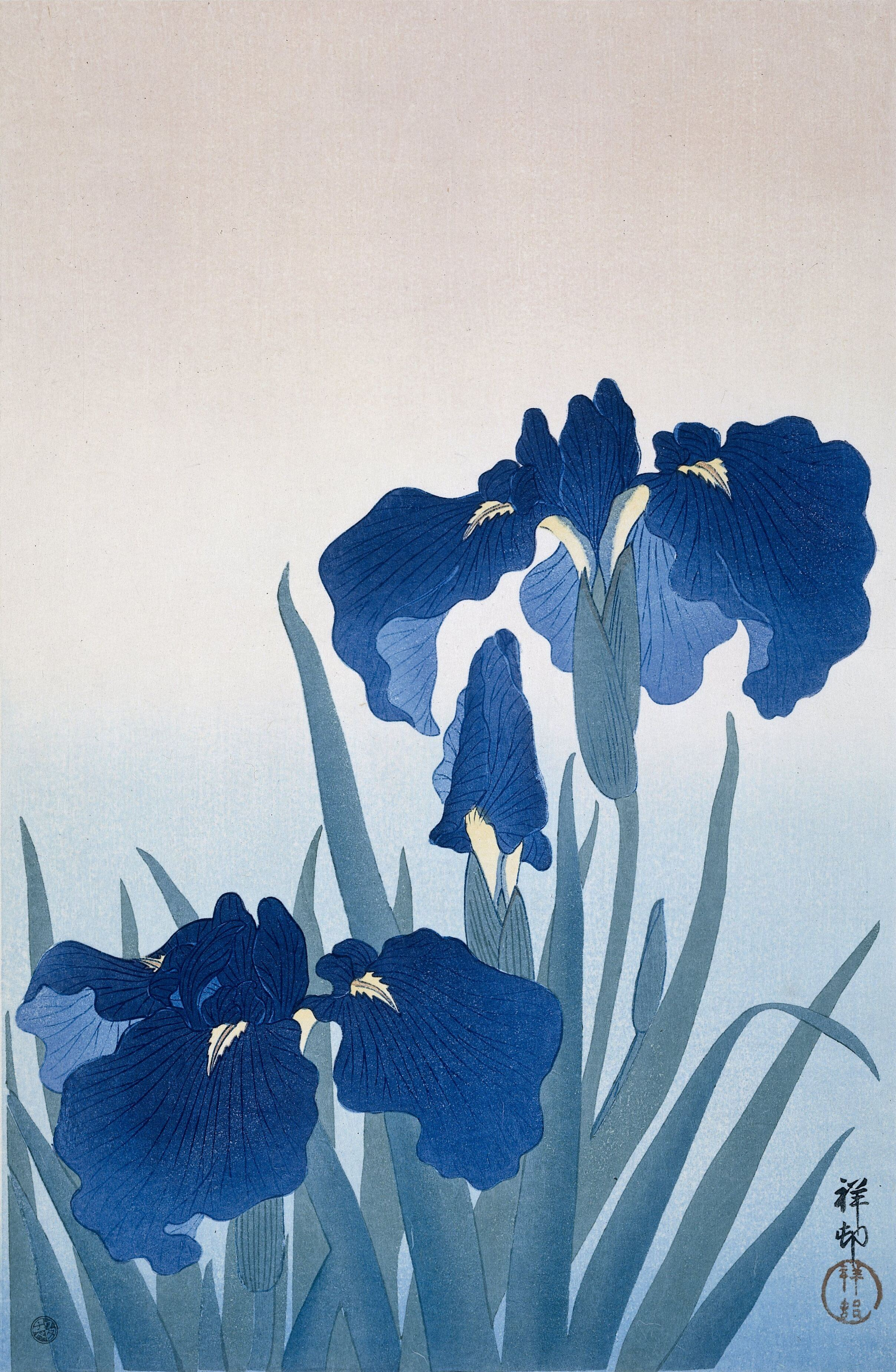
Fiori di Iris blu, 1900-1930. Rijksmuseum

In generale Koson si dedicò all’illustrazione del mondo animale.
Inizialmente collaborò con gli editori Akiyama Buemon e Matsuki Heikichi, firmando i progetti di stampe silografiche con il nome di Koson. 
A partire dal 1926, collaborò con l’editore Shōzaburō Watanabe, e in onore di questa nuova fase artistica e dell’editore che lo sostenne, firmò sempre i suoi lavori con il nome di Shōson, utilizzando in segno di stima e secondo una delle pratiche dell’epoca, il primo ideogramma del nome di Watanabe.
Grazie alla collaborazione con Watanabe e al sostegno e alla promozione delle sue opere da parte di Ernest Fenollosa le opere di Ohara furono diffuse ed esposte all’estero e le sue stampe furono apprezzate e vendute con successo nel mercato occidentale in particolare negli Stati Uniti.
E dal 1970 , quando le sue stampe divennero popolari in Giappone, dovettero essere reimportate. Le sue silografie sono conseguentemente molto presenti nelle collezioni pubbliche e private del territorio statunitense e diffuse nelle opere editoriali sulla storia della silografia giapponese.
Fu nominato professore al nuovo Istituto di Belle arti di Tokyo e consulente per il Museo nazionale di Tokyo.
Collaborò anche con l’editore Kawaguchi, firmando le opere da lui edite con il nome di Hōson. 
Morì a Tokyo nel 1945.

## Soggetti e stile
La fonte di ispirazione primaria di Ohara Koson è rappresentata dalla natura,  soprattutto piante e animali che ritrae con grande capacità tecnica e in modo naturalistico con particolare attenzione al dettaglio, grazie alle ottime conoscenze botaniche, ornitologiche e zoologiche e alla osservazione diretta dei soggetti.
Infatti se buona parte delle sue realizzazioni riguarda l’ambito tradizionale del kachō-e, (uccelli e fiori), questo deve essere interpretato in senso esteso in quanto include molte forme di altri animali: libellule, carpe, rane, etc.
Rara l’illustrazione della figura umana che compare come elemento secondario di un paesaggio.
Spesso le sue composizioni sono essenziali riproducendo un solo uccello e un solo ramo sul quale appoggia o verso il quale è in volo; la composizione utilizza prevalentemente il formato alto e stretto, di derivazione dal rotolo verticale.
Pur utilizzando la tecnica tradizionale dell’incisione su tavola lignea, fu influenzato dalla conoscenza delle caratteristiche di precisione e espressività dell’incisione su rame propria dell’arte europea, come del resto altri artisti suoi contemporanei. In particolare è evidente nella morbidezza e sottigliezza delle linee dei contorni.
Una componente presente frequentemente nelle sue opere è la ricerca di un fattore di contrasto che individua nel colore (contrasto di bianco e nero per esempio nella rappresentazione di un grande corvo nero su un ramo di piccoli fiori di ciliegio bianchi)  oppure il contrasto di peso, leggero-pesante (per esempio nella composizione con un uccello di grandi dimensioni su un ramo coperto di neve fresca).
Nell’ampio utilizzo della raffigurazione di uccelli e animali, le stampe possono esprimere l’intento di comunicare o comunque di associare contesti e riferimenti buddisti, come nelle numerose stampe di aironi, nel buddismo simbolo di purezza, che si stagliano contro il nero della notte o la rigidità di uno sfondo di canne palustri; altro tema buddista è nella tipica rappresentazione della scimmia tesa verso il riflesso della luna nell’acqua.
Koson praticò anche l’illustrazione non naturalistica del mondo animale la cui fonte risale ai miti, alle leggende locali e alla tradizione del chōjū-giga con una raffigurazione antropomorfa degli animali, talvolta con intento satirico delle debolezze umane quale la serie delle rane per un rotolo orizzontale in cui raffigura un incontro di lotta sumo.
Sebbene conosciuto principalmente per le silografie, Koson fu anche pittore e acquarellista, prevalentemente su seta.

## Galleria d'immagini

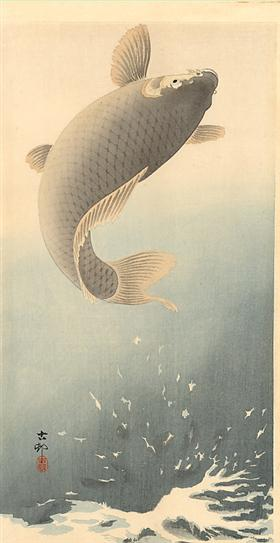
Il salto della carpa, 1910 - stampa silografica 35 x 18,5 cm
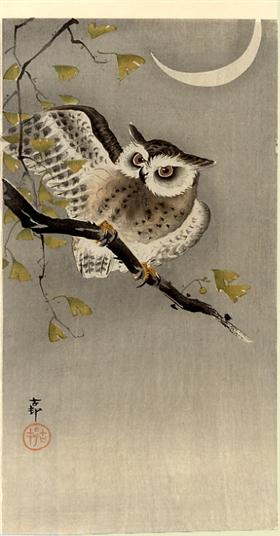
Assiolo indiano su un ramo di ginko, 1915 - stampa silografica 36,4 x 18,8
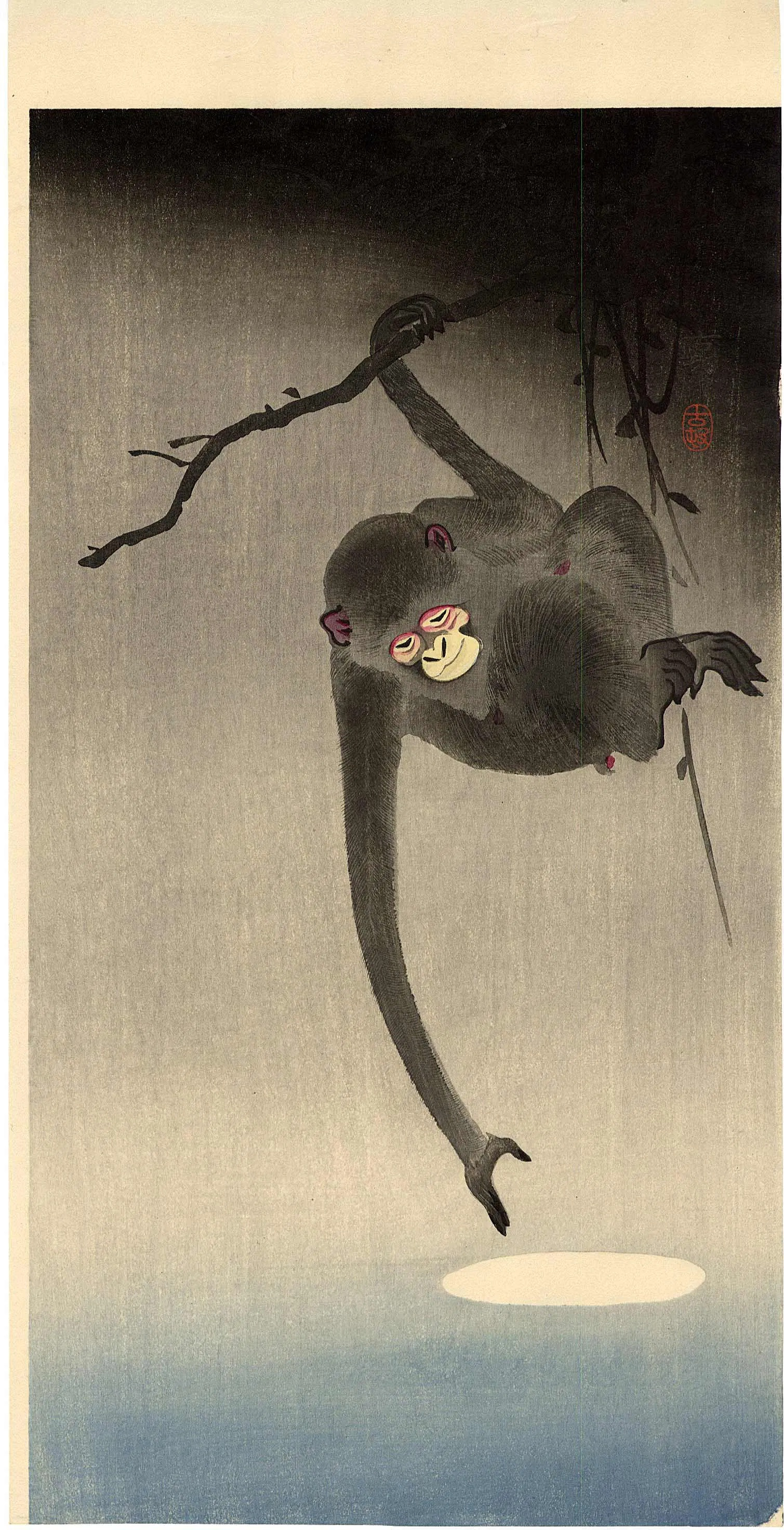
Scimmia che cerca di toccare il riflesso della luna, 1926 - stampa silografica 34,5 x 18,5 cm
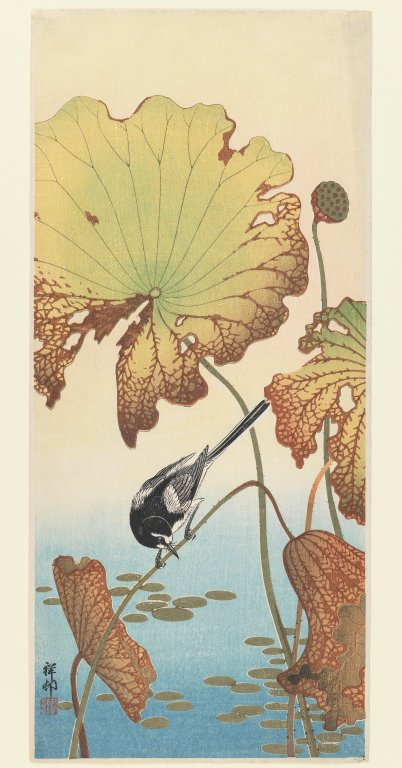
Ohara Koson, Ballerina e foglie di Loto, 1912-1918, stampa silografica, 37.7 × 16.4 cm. Brooklyn Museum
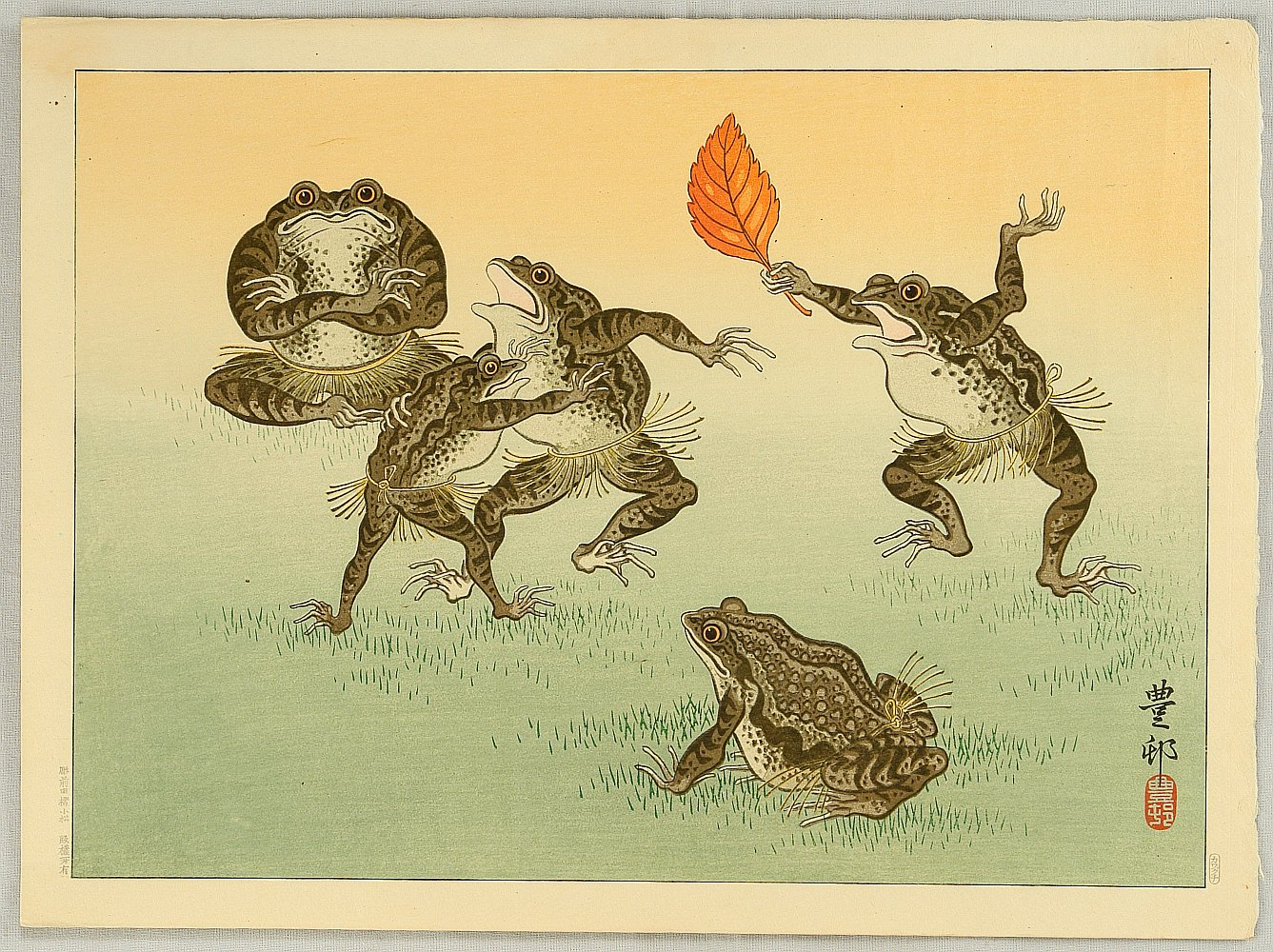
Rane all’incontro di sumo, 1932, stampa silografica, 23,8 x 33,3 cm, Smithsonian Institution, Washington. Qui la foglia individua l’arbitro che normalmente impugna un ventaglio.
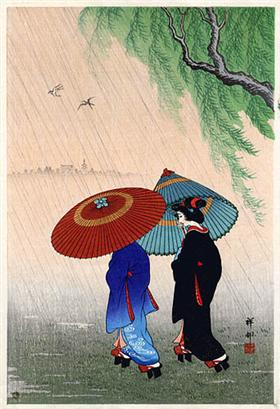
Due ragazze sotto la pioggia, 1935.
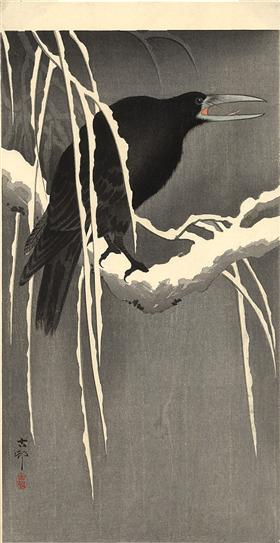
Corvo su ramo innevato, 1913, stampa silografica, 34 × 19.4 cm, Smithsonian Institution, Washington